# Antoine Jordan
Antoine Jordan (* 10. März 1983 in Baltimore, Maryland) ist ein US-amerikanischer Basketballspieler, der in der Saison 2009/10 für die BG Göttingen in der Basketball-Bundesliga spielte.

## Karriere
Jordan begann seine Karriere am katholischen Siena College und spielte dort für die Siena Saints.
Nach mehreren Stationen im Ausland wechselte Jordan im Januar 2010 zur BG 74 Göttingen und gewann mit diesem Verein die EuroChallenge 2009/10. Anschließend einigte man sich zunächst nicht auf eine Vertragsverlängerung, doch Mitte Dezember 2010 kehrte Jordan in die Mannschaft zurück und blieb bis Saisonende. In der Spielzeit 2011/12 war Jordan in der finnischen Korisliiga bei Kouvot aus Kouvola aktiv. 2013 spielte er in Kolumbien.